# Robert Windsor-Clive (1. hrabia Plymouth)

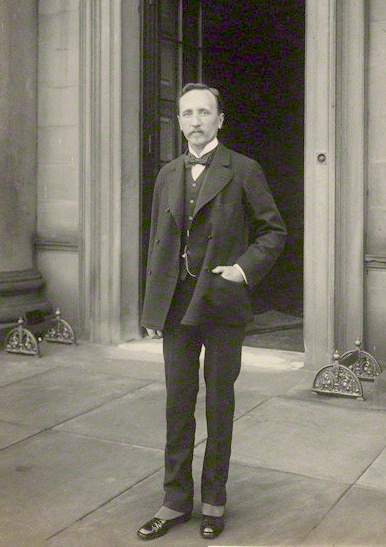
Lord Plymouth

Robert George Windsor-Clive, 1. hrabia Plymouth GBE, CB (ur. 27 sierpnia 1857, zm. 6 marca 1923) – brytyjski arystokrata i polityk, członek Partii Konserwatywnej, minister w rządach lorda Salisbury'ego i Arthura Balfoura.
Był synem Roberta Windsora-Clive'a i lady Mary Louisy Bridgeman, córki 2. hrabiego Bradford. Był wnukiem 13. baronowej Windsor, po śmierci której w 1869 odziedziczył tytuł 14. barona Windsor i, po osiągnięciu pełnoletniości, zasiadł w Izbie Lordów.
Ukończył St John’s College na Uniwersytecie w Cambridge; od 1919 sprawował honorowy urząd wysokiego namiestnika (ang. High Steward) na tej uczelni . W 1890 został lordem namiestnikiem Glamorganshire. Był również honorowym pułkownikiem 2 Pułku Ochotniczej Artylerii Glamorganshire, 2 Batalionu Pułku Worcestershire i 3 Batalionu Pułku Walijskiego. W latach 1890–1892 pełnił funkcję paymaster general. Był burmistrzem Cardiff w latach 1895–1896 i pierwszym komisarzem ds. prac publicznych w latach 1902–1905.
Windsor otrzymał w 1905 tytuły 1. hrabiego Plymouth i wicehrabiego Windsor. W 1891 został członkiem Tajnej Rady. W 1905 otrzymał Order Łaźni, a w 1918 został kawalerem Krzyża Wielkiego Orderu Imperium Brytyjskiego. Także w 1918 został prezesem Birmingham Civic Society.
W 1913 podejmował księcia i księżną Argyll w swojej rezydencji Hewell Grange w hrabstwie Worcestershire. 23 kwietnia towarzyszył im w podróży do Birmingham, gdzie dokonał otwarcia Edward VII Memorial Hospital oraz odsłonił pomnik Edwarda VII na Victoria Square.
11 sierpnia 1883 poślubił Albertę Paget (7 sierpnia 1863 – 22 sierpnia 1944), córkę Augustusa Pageta i hrabiny Walburgi de Hohenthal, córki hrabiego Charlesa de Hohenthal. Robert i Alberta mieli razem trzech synów i córkę:
- Other Robert Windsor-Clive (3 października 1884 – 23 grudnia 1908), wicehrabia Windsor
- Phyllis Windsor-Clive (28 grudnia 1886 – ?), żona majora Hugh Bentona, miała dzieci
- Ivor Miles Windsor-Clive (4 lutego 1889 – 1 października 1943), 2. hrabia Plymouth
- porucznik Archer Windsor-Clive (6 listopada 1890 – 25 sierpnia 1914), zginął podczas I wojny światowej.

Po śmierci Roberta George'a Windsora-Clive'a tytuły parowskie odziedziczył jego syn Ivor.